# إميل هوبنر
إميل هوبنر (بالألمانية: Emil Hübner) (و. 1834 – 1901 م) هو عالم آثار، وعالم لغوي كلاسيكي، وأستاذ جامعي، وعالم نقائش ‏، وباحث في تاريخ العصور الكلاسيكية من مملكة بروسيا، ولد في دوسلدورف، توفي في برلين، عن عمر يناهز 67 عاماً.

## التعليم
تعلم في جامعة بون
.